# 1АР1 «Положення-2»

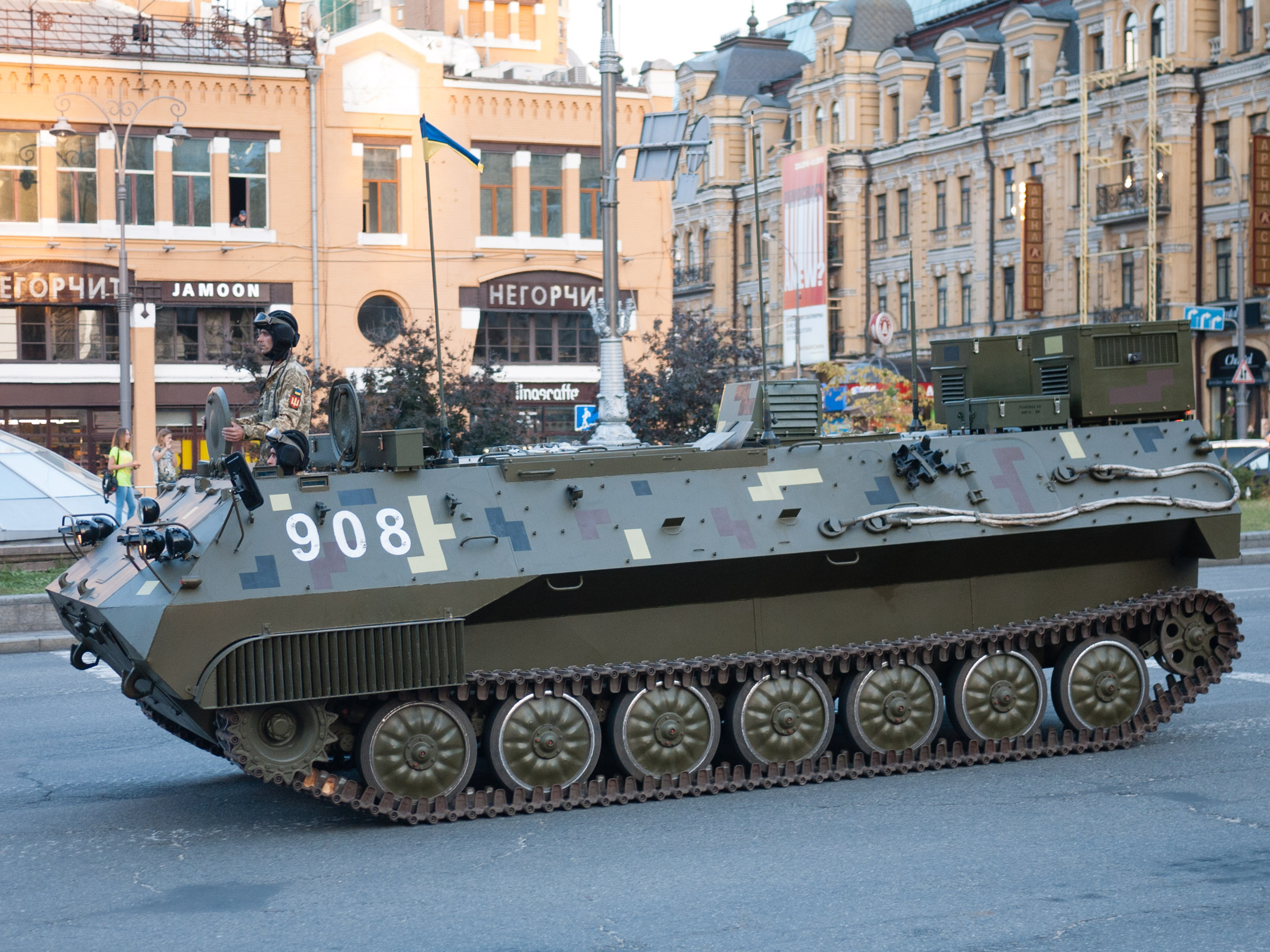
1АР1 «Положення-2»

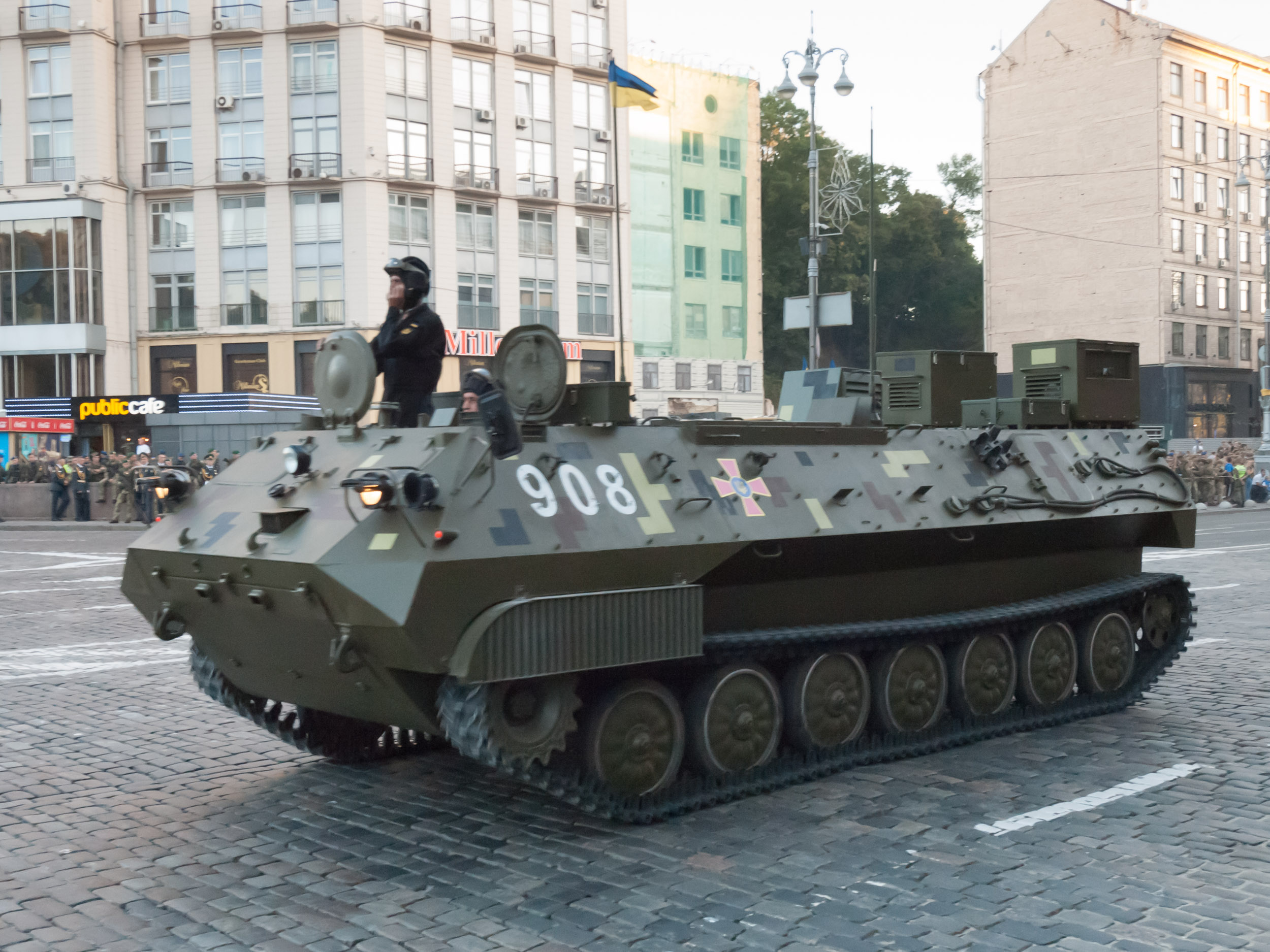

1АР1 «Положення-2» — розвідувальний автоматизований звукометричний акустичний комплекс. Виготовляється на Львівському державному заводі «Лорта».
Комплекс може розташовуватися на легкому гусеничному транспортері МТ-ЛБу, або стаціонарно.
Комплекс призначений для ведення звукометричної розвідки й керування вогнем артилерії.

## Історія
В грудні 2020 року було завершено частину полігонних випробувань комплексу 1АР1 «Положеніє–2». Випробовування пройшли на Яворівському військовому полігоні в рамках виконання держоборонзамовлення.
Як повідомлено, стрільба здійснювалася зі 152-мм гаубиці Д-20 та 120-мм міномету 2Б11.
За результатами зроблено висновок щодо працездатності апаратури та запропоновано продовжити випробування на полігоні, який у повному обсязі забезпечить виконання вимог Програми та методики їхнього проведення.

## Склад комплексу
У склад комплексу «Положеніє-2» входять апаратна машина на базі багатоцільового транспортера МТ-ЛБу, три акустичні бази, дев'ять високочутливих датчиків-мікрофонів (звукоприймачів), метеостанція тощо.
Звукова інформація, що надходить завдяки звукоприймачам, обробляється комп'ютером, який надає координати артилерійських позицій противника, а також місця розривів снарядів і мін, випущених своєю артилерією.

### Відео
- Сергій Згурець, Виробництво техніки, боєприпасів; закупівля БМП в Чехії // Лінія оборони, 27.12.2018